# Datu Anggal Midtimbang
Datu Anggal Midtimbang é um município de  - na província Maguindanao do Sul, nas Filipinas. De acordo com o censo de 1 de maio  de  2020 possui uma população de 28 224 pessoas e 4 409 domicílios.